# Super League w piłce siatkowej mężczyzn (2024/2025)
Dynamik Super League 2024/2025 – 46. sezon rozgrywek o ligowe mistrzostwo Anglii zorganizowany przez stowarzyszenie Volleyball England. Rozpoczął się 12 października 2024 roku. Sponsorem tytularnym Super League został producent nawierzchni do obiektów sportowych Dynamik Sports Floors.
W rozgrywkach brało udział 10 drużyn. W porównaniu z poprzednim sezonem do najwyższej klasy rozgrywkowej dołączyły dwie drużyny z Division 1 – Essex Blaze i London Giants.
Super League w sezonie 2024/2025 składała się z fazy zasadniczej oraz turnieju finałowego. W fazie zasadniczej drużyny rozegrały między sobą po dwa mecze. Cztery najlepsze zespoły awansowały do turnieju finałowego, w ramach którego rozegrane zostały półfinały, mecz o 3. miejsce i finał.
Turniej finałowy pod nazwą Final 4 odbył się w dniach 5-6 kwietnia 2025 roku w Crystal Palace National Sports Centre w Londynie. Po raz pierwszy mistrzem Super League został zespół London Giants, który w finale pokonał drużynę Essex Rebels. Najlepszym zawodnikiem finału został wybrany Lovepreet Singh Sandhu. Trzecie miejsce zajął zespół Malory Eagles UEL.
Do Division 1 spadły trzy drużyny: Essex Blaze, IBB Polonia London oraz Stockport.
Nagrodę dla najlepszego zawodnika (MVP) sezonu otrzymał Nathan French z zespołu Essex Blaze. Zawodnikiem sezonu został wybrany Nathan Fullerton.

## System rozgrywek
Super League w sezonie 2024/2025 składała się z fazy zasadniczej oraz turnieju finałowego. W fazie zasadniczej drużyny rozegrały między sobą po dwa spotkania systemem kołowym (mecz u siebie i rewanż na wyjeździe). Cztery najlepsze zespoły awansowały do turnieju finałowego, pozostałe zakończyły udział w rozgrywkach. Drużyna, która zajęła 7. miejsce, trafiła do baraży, natomiast te, które zakończyły rozgrywki na miejscach 8-10, spadły do Division 1.
Turniej finałowy (Final 4) obejmował półfinały, mecz o 3. miejsce i finał. Spotkania turnieju finałowego odbyły się w jeden weekend w obiekcie wybranym przez Volleyball England. Półfinałowe pary powstały na podstawie miejsc zajętych przez poszczególne drużyny w fazie zasadniczej zgodnie z kluczem: 1-4; 2-3. Zwycięzcy półfinałów zagrali mecz finałowy o mistrzostwo Super League, natomiast przegrani grali o 3. miejsce.
| Kryteria ustalenia pozycji w tabeli |
| O kolejności w tabeli decydowały następujące kryteria: 1. liczba punktów (3:0 i 3:1 – 3 punkty dla zwycięzcy, 0 punktów dla przegranego; 3:2 – 2 punkty dla zwycięzcy, 1 punkt dla przegranego), 2. stosunek setów wygranych do przegranych, 3. stosunek małych punktów zdobytych do straconych, 4. bilans w meczach bezpośrednich pomiędzy zainteresowanymi drużynami zgodnie z punktami 1-3. |

## Drużyny uczestniczące
W Super League w sezonie 2024/2025 uczestniczyło 10 drużyn. Do najwyższej klasy rozgrywkowej dołączyły dwie najlepsze drużyny Division 1 w sezonie 2023/2024, tj. Essex Blaze i London Giants. Odpowiedzialność za Team Sunderland przejął University of Newcastle, a nowa drużyna przyjęła nazwę Newcastle Knights.
| Super League 2024/2025                                                                | Super League 2024/2025 |
| ------------------------------------------------------------------------------------- | ---------------------- |
| Durham Palatinates                                                                    | 1                      |
| IBB Polonia London                                                                    | 2                      |
| Essex Rebels                                                                          | 3                      |
| Malory Eagles UEL                                                                     | 4                      |
| Richmond Docklands                                                                    | 5                      |
| University of Nottingham                                                              | 6                      |
| Stockport                                                                             | 7                      |
| Newcastle Knights                                                                     | 8                      |
| Awans z Division 1                                                                    |                        |
| Essex Blaze                                                                           | 1                      |
| London Giants                                                                         | 2                      |
| Oznaczenia: - kolumna druga – miejsce zajęte przez daną drużynę w poprzednim sezonie. |                        |

### Awanse i spadki
| Poz. | Spadek z Super League 2023/2024 |
| ---- | ------------------------------- |
| 9.   | Newcastle Staffs                |
| 10.  | Leeds Gorse                     |

| Poz. | Awans z Division 1 2023/2024 |
| ---- | ---------------------------- |
| 1.   | Essex Blaze                  |
| 2.   | London Giants                |

## Hale sportowe
Wszystkie mecze pierwszego tygodnia rozgrywek odbyły się w National Volleyball Centre w Kettering, natomiast turnieju finałowego – w Crystal Palace National Sports Centre w Londynie.
| Klub                     | Hala sportowa                                  | Miejscowość         | *     |
| ------------------------ | ---------------------------------------------- | ------------------- | ----- |
| Durham Palatinates       | Graham Sports Centre                           | Durham              |       |
| Essex Blaze              | St John Payne Catholic School                  | Chelmsford          |       |
| Essex Rebels             | Essex Sport Arena                              | Colchester          | [ a ] |
| Essex Rebels             | Essex Sport Centre                             | Colchester          | [ a ] |
| IBB Polonia London       | Northolt High School                           | Londyn              | [ b ] |
| IBB Polonia London       | Crystal Palace National Sports Centre          | Londyn              | [ b ] |
| London Giants            | Clapham Leisure Centre                         | Londyn              | [ c ] |
| London Giants            | Brixton Recreation Centre                      | Londyn              | [ c ] |
| London Giants            | Crystal Palace National Sports Centre          | Londyn              | [ c ] |
| Malory Eagles UEL        | Ernest Bevin Academy                           | Londyn              | [ d ] |
| Malory Eagles UEL        | University of East London – SportsDock         | Londyn              | [ d ] |
| Malory Eagles UEL        | ACS International School Cobham                | Cobham              | [ d ] |
| Newcastle Knights        | Newcastle University Sport & Fitness Centre    | Newcastle upon Tyne | [ e ] |
| Newcastle Knights        | Sports Central, Northumbria University         | Newcastle upon Tyne | [ e ] |
| Newcastle Knights        | Longbenton High School                         | Benton              | [ e ] |
| Richmond Docklands       | University of Westminster – Harrow Sports Hall | Londyn              |       |
| Stockport                | Life Leisure Brinnington Park                  | Brinnington         |       |
| University of Nottingham | David Ross Sports Village                      | Nottingham          | [ f ] |
| University of Nottingham | Jubilee Sports Centre                          | Nottingham          | [ f ] |
| University of Nottingham | Sutton Bonington Sports Centre                 | Loughborough        | [ f ] |
| Źródło:                  |                                                |                     |       |

| Durham PalatinatesEssex BlazeEssex RebelsIBB Polonia LondonLondon · GiantsMalory Eagles UELRichmond · DocklandsStockportNewcastle KnightsUniversity of Nottingham Lokalizacja głównych obiektów sportowych |

## Trenerzy
| Drużyna                  | Trener              | Asystent trenera      | *      |
| ------------------------ | ------------------- | --------------------- | ------ |
| Durham Palatinates       | Paul Welsh          | Ross Enfield          | [ 13 ] |
| Essex Blaze              | Chris Frost         | Andrew Tuck           | [ 14 ] |
| Essex Rebels             | Alex Porter         | Alex Chinery          | [ 15 ] |
| IBB Polonia London       | Bartosz Kisielewicz | Sławomir Master       | [ 16 ] |
| London Giants            | Michaił Stoew       | Anastasija Konowałowa | [ 17 ] |
| Malory Eagles UEL        | Jefferson Williams  | Carol Gordon          | [ 18 ] |
| Newcastle Knights        | Sam Shenton         | Daniel Livingstone    | [ 19 ] |
| Richmond Docklands       | Marcel Sivák        | Stanisław Fatiejew    | [ 20 ] |
| Stockport                | Rafał Łojewski      | Patryk Walczak        | [ 21 ] |
| University of Nottingham | Freddie Fairbairn   | Giulia Ponti          | [ 22 ] |

### Zmiany trenerów
| Klub               | Były trener    | Data odejścia           | Nowy trener         | Data przyjścia          | *      |
| ------------------ | -------------- | ----------------------- | ------------------- | ----------------------- | ------ |
| Przed sezonem      |                |                         |                     |                         |        |
| Essex Blaze        | Nathan French  | koniec sezonu 2023/2024 | Chris Frost         | przed sezonem 2024/2025 | [ 23 ] |
| W trakcie sezonu   |                |                         |                     |                         |        |
| IBB Polonia London | Grzegorz Niski | 11.01.2025              | Bartosz Kisielewicz | 11.01.2025              | [ 24 ] |
| London Giants      | Simon Roscoe   | 31.12.2024              | Michaił Stoew       | 01.01.2025              |        |

## Faza zasadnicza

### Tabela wyników
| Gospodarz \ Gość1        | DUR | POL | ESS-R | MAL | DOC | UoN | STP | NKN | ESS-B | LON |
| ------------------------ | --- | --- | ----- | --- | --- | --- | --- | --- | ----- | --- |
| Durham Palatinates       | -   | 3:1 | 0:3   | 0:3 | 3:2 | 2:3 | 3:0 | 2:3 | 0:3   | 0:3 |
| IBB Polonia London       | 1:3 | -   | 2:3   | 0:3 | 3:1 | 2:3 | 3:1 | 3:2 | 3:1   | 0:3 |
| Essex Rebels             | 3:0 | 3:0 | -     | 2:3 | 3:0 | 3:1 | 3:1 | 3:1 | 3:1   | 3:0 |
| Malory Eagles UEL        | 3:1 | 3:1 | 3:2   | -   | 3:0 | 2:3 | 3:1 | 2:3 | 3:1   | 1:3 |
| Richmond Docklands       | 0:3 | 2:3 | 2:3   | 0:3 | -   | 3:1 | 3:1 | 1:3 | 3:2   | 0:3 |
| University of Nottingham | 2:3 | 3:1 | 3:1   | 3:2 | 3:0 | -   | 3:2 | 0:3 | 3:1   | 3:1 |
| Stockport                | 2:3 | 3:1 | 2:3   | 0:3 | 1:3 | 3:0 | -   | 1:3 | 3:0   | 0:3 |
| Newcastle Knights        | 3:0 | 3:0 | 1:3   | 0:3 | 3:1 | 3:0 | 3:0 | -   | 2:3   | 0:3 |
| Essex Blaze              | 0:3 | 3:2 | 0:3   | 2:3 | 1:3 | 3:2 | 2:3 | 3:1 | -     | 1:3 |
| London Giants            | 1:3 | 3:0 | 1:3   | 0:3 | 1:3 | 3:0 | 3:0 | 3:0 | 0:3   | -   |

Źródło: 
1 Drużyna gospodarzy jest wymieniona po lewej stronie tabeli.
Uwagi: Oba mecze między drużynami Essex Rebels i Essex Blaze odbyły się w hali Essex Sport Arena w Colchester.
Kolory:
  zwycięstwo gospodarzy 3:0 lub 3:1
  zwycięstwo gospodarzy 3:2
  zwycięstwo gości 3:0 lub 3:1
  zwycięstwo gości 3:2

### Terminarz i wyniki spotkań
| WYNIKI SPOTKAŃ | WYNIKI SPOTKAŃ | WYNIKI SPOTKAŃ           | WYNIKI SPOTKAŃ                          | WYNIKI SPOTKAŃ           | WYNIKI SPOTKAŃ                              |
| Data | Godz.          | Gospodarz                | Rezultat                                | Gość                     | Hala sportowa                               |
| --- | -------------- | ------------------------ | --------------------------------------- | ------------------------ | ------------------------------------------- |
| TYDZIEŃ 1 |                |                          |                                         |                          |                                             |
| 12.10.2024 | 10:30          | University of Nottingham | 3:1 (25:19, 25:18, 22:25, 25:18)        | Essex Blaze              | National Volleyball Centre                  |
| 12.10.2024 | 12:30          | Essex Rebels             | 3:0 (25:14, 25:18, 25:17)               | IBB Polonia London       | National Volleyball Centre                  |
| 12.10.2024 | 14:30          | Richmond Docklands       | 3:1 (25:19, 25:18, 27:29, 25:21)        | Stockport                | National Volleyball Centre                  |
| 12.10.2024 | 16:30          | London Giants            | 1:3 (25:17, 20:25, 21:25, 17:25)        | Durham Palatinates       | National Volleyball Centre                  |
| 12.10.2024 | 18:30          | Malory Eagles UEL        | 2:3 (22:25, 23:25, 27:25, 25:21, 12:15) | Newcastle Knights        | National Volleyball Centre                  |
| TYDZIEŃ 2 |                |                          |                                         |                          |                                             |
| 19.10.2024 | 12:15          | Malory Eagles UEL        | 3:1 (25:19, 22:25, 25:14, 25:21)        | Durham Palatinates       | Ernest Bevin Academy                        |
| 20.10.2024 | 13:30          | Essex Blaze              | 1:3 (27:29, 25:17, 23:25, 21:25)        | Richmond Docklands       | St John Payne Catholic School               |
| TYDZIEŃ 3 |                |                          |                                         |                          |                                             |
| 26.10.2024 | 13:00          | Essex Rebels             | 3:0 (25:19, 25:19, 25:21)               | Richmond Docklands       | Essex Sport Centre                          |
| 26.10.2024 | 14:00          | Stockport                | 0:3 (12:25, 25:27, 21:25)               | London Giants            | Life Leisure Brinnington Park               |
| 26.10.2024 | 16:00          | University of Nottingham | 2:3 (25:14, 17:25, 19:25, 25:16, 13:15) | Durham Palatinates       | David Ross Sports Village                   |
| 27.10.2024 | 15:30          | London Giants            | 3:0 (27:25, 25:19, 25:11)               | IBB Polonia London       | Clapham Leisure Centre                      |
| TYDZIEŃ 4 |                |                          |                                         |                          |                                             |
| 3.11.2024 | 15:00          | Newcastle Knights        | 0:3 (24:26, 21:25, 22:25)               | London Giants            | Sports Central, Northumbria University      |
| TYDZIEŃ 5 |                |                          |                                         |                          |                                             |
| 9.11.2024 | 16:00          | University of Nottingham | 3:0 (25:15, 25:16, 25:22)               | Richmond Docklands       | Jubilee Sports Centre                       |
| 10.11.2024 | 11:30          | Essex Blaze              | 0:3 (22:25, 24:26, 23:25)               | Durham Palatinates       | St John Payne Catholic School               |
| 10.11.2024 | 15:00          | Essex Rebels             | 3:0 (25:21, 25:18, 25:15)               | London Giants            | Essex Sport Arena                           |
| TYDZIEŃ 6 |                |                          |                                         |                          |                                             |
| 16.11.2024 | 14:30          | Stockport                | 1:3 (19:25, 26:24, 25:27, 18:25)        | Richmond Docklands       | Life Leisure Brinnington Park               |
| 16.11.2024 | 15:00          | London Giants            | 0:3 (22:25, 22:25, 16:25)               | Essex Blaze              | Crystal Palace National Sports Centre       |
| 17.11.2024 | 15:00          | Newcastle Knights        | 3:0 (25:20, 30:28, 25:18)               | IBB Polonia London       | Newcastle University Sport & Fitness Centre |
| TYDZIEŃ 7 |                |                          |                                         |                          |                                             |
| 23.11.2024 | 12:15          | Malory Eagles UEL        | 3:1 (25:8, 23:25, 25:19, 25:21)         | Essex Blaze              | Ernest Bevin Academy                        |
| 23.11.2024 | 14:45          | Durham Palatinates       | 2:3 (28:30, 18:25, 25:20, 25:16, 12:15) | University of Nottingham | Graham Sports Centre                        |
| 24.11.2024 | 12:00          | IBB Polonia London       | 0:3 (17:25, 21:25, 20:25)               | Malory Eagles UEL        | Crystal Palace National Sports Centre       |
| 24.11.2024 | 15:00          | Essex Rebels             | 3:1 (23:25, 25:23, 25:17, 25:17)        | Essex Blaze              | Essex Sport Arena                           |
| 24.11.2024 | 15:00          | London Giants            | 1:3 (16:25, 22:25, 25:20, 19:25)        | Richmond Docklands       | Crystal Palace National Sports Centre       |
| TYDZIEŃ 8 |                |                          |                                         |                          |                                             |
| 30.11.2024 | 15:15          | Richmond Docklands       | 1:3 (15:25, 22:25, 25:21, 22:25)        | Newcastle Knights        | Harrow Sports Hall                          |
| 30.11.2024 | 16:30          | IBB Polonia London       | 1:3 (25:23, 22:25, 13:25, 19:25)        | Durham Palatinates       | Northolt High School                        |
| 30.11.2024 | 16:45          | University of Nottingham | 3:1 (25:17, 25:20, 17:25, 25:19)        | London Giants            | Jubilee Sports Centre                       |
| 1.12.2024 | 11:15          | Richmond Docklands       | 0:3 (23:25, 23:25, 14:25)               | Durham Palatinates       | Harrow Sports Hall                          |
| 1.12.2024 | 12:15          | Malory Eagles UEL        | 3:2 (25:22, 24:26, 25:23, 17:25, 15:9)  | Essex Rebels             | ACS Cobham                                  |
| 1.12.2024 | 13:30          | University of Nottingham | 3:2 (25:27, 17:25, 25:15, 25:19, 15:6)  | Stockport                | Sutton Bonington Sports Centre              |
| TYDZIEŃ 9 |                |                          |                                         |                          |                                             |
| 7.12.2024 | 12:15          | Malory Eagles UEL        | 3:0 (25:18, 25:18, 25:20)               | Richmond Docklands       | Ernest Bevin Academy                        |
| 7.12.2024 | 13:30          | Newcastle Knights        | 2:3 (23:25, 19:25, 27:25, 25:19, 13:15) | Essex Blaze              | Longbenton High School                      |
| 7.12.2024 | 14:00          | Stockport                | 2:3 (22:25, 18:25, 25:21, 25:19, 7:15)  | Essex Rebels             | Life Leisure Brinnington Park               |
| 8.12.2024 | 14:00          | London Giants            | 0:3 (25:27, 18:25, 19:25)               | Malory Eagles UEL        | Clapham Leisure Centre                      |
| 8.12.2024 | 15:00          | Newcastle Knights        | 3:0 (25:18, 25:17, 25:18)               | Stockport                | Newcastle University Sport & Fitness Centre |
| 8.12.2024 | 15:15          | Richmond Docklands       | 2:3 (25:23, 24:26, 25:23, 21:25, 13:15) | IBB Polonia London       | Harrow Sports Hall                          |
| TYDZIEŃ 10 |                |                          |                                         |                          |                                             |
| 12.12.2024 | 18:30          | Stockport                | 1:3 (20:25, 25:19, 21:25, 21:25)        | Newcastle Knights        | Life Leisure Brinnington Park               |
| 14.12.2024 | 14:15          | Malory Eagles UEL        | 3:1 (25:15, 25:12, 26:28, 25:18)        | Stockport                | Ernest Bevin Academy                        |
| 14.12.2024 | 14:30          | Essex Blaze              | 3:2 (19:25, 25:22, 14:25, 25:23, 15:12) | University of Nottingham | St John Payne Catholic School               |
| 15.12.2024 | 15:00          | Essex Rebels             | 3:1 (19:25, 25:18, 30:28, 25:23)        | University of Nottingham | Essex Sport Arena                           |
| TYDZIEŃ 11 |                |                          |                                         |                          |                                             |
| 4.01.2025 | 15:30          | IBB Polonia London       | 3:1 (23:25, 25:18, 25:13, 25:17)        | Essex Blaze              | Northolt High School                        |
| TYDZIEŃ 12 |                |                          |                                         |                          |                                             |
| 18.01.2025 | 14:00          | Stockport                | 3:0 (25:17, 25:23, 25:17)               | University of Nottingham | Life Leisure Brinnington Park               |
| 18.01.2025 | 14:30          | Malory Eagles UEL        | 3:1 (20:25, 25:18, 25:23, 25:13)        | IBB Polonia London       | SportsDock                                  |
| 18.01.2025 | 14:45          | Durham Palatinates       | 0:3 (16:25, 23:25, 19:25)               | Essex Rebels             | Graham Sports Centre                        |
| 18.01.2025 | 15:15          | Richmond Docklands       | 0:3 (16:25, 23:25, 19:25)               | London Giants            | Harrow Sports Hall                          |
| 19.01.2025 | 15:00          | Newcastle Knights        | 1:3 (22:25, 22:25, 25:15, 14:25)        | Essex Rebels             | Newcastle University Sport & Fitness Centre |
| 19.01.2025 | 16:00          | IBB Polonia London       | 3:1 (25:19, 19:25, 25:14, 25:17)        | Richmond Docklands       | Northolt High School                        |
| TYDZIEŃ 13 |                |                          |                                         |                          |                                             |
| 25.01.2025 | 13:30          | University of Nottingham | 3:2 (25:20, 11:25, 17:25, 25:18, 15:10) | Malory Eagles UEL        | Jubilee Sports Centre                       |
| 25.01.2025 | 14:00          | Stockport                | 3:1 (25:23, 16:25, 27:25, 26:24)        | IBB Polonia London       | Life Leisure Brinnington Park               |
| 25.01.2025 | 15:00          | Essex Rebels             | 3:0 (27:25, 28:26, 25:22)               | Durham Palatinates       | Essex Sport Arena                           |
| 25.01.2025 | 15:15          | Richmond Docklands       | 3:2 (25:16, 18:25, 25:23, 25:27, 15:8)  | Essex Blaze              | Harrow Sports Hall                          |
| 26.01.2025 | 12:30          | Essex Blaze              | 1:3 (25:20, 20:25, 18:25, 20:25)        | London Giants            | St John Payne Catholic School               |
| 26.01.2025 | 15:00          | Essex Rebels             | 3:1 (25:20, 25:20, 22:25, 25:15)        | Newcastle Knights        | Essex Sport Arena                           |
| TYDZIEŃ 14 |                |                          |                                         |                          |                                             |
| 29.01.2025 | 20:00          | Durham Palatinates       | 2:3 (25:14, 23:25, 25:20, 16:25, 12:15) | Newcastle Knights        | Graham Sports Centre                        |
| 1.02.2025 | 14:45          | Durham Palatinates       | 0:3 (24:26, 25:27, 17:25)               | Essex Blaze              | Graham Sports Centre                        |
| 1.02.2025 | 15:30          | London Giants            | 1:3 (23:25, 20:25, 29:27, 16:25)        | Essex Rebels             | Brixton Recreation Centre                   |
| 1.02.2025 | 15:30          | Newcastle Knights        | 0:3 (21:25, 16:25, 18:25)               | Malory Eagles UEL        | Newcastle University Sport & Fitness Centre |
| 1.02.2025 | 16:00          | University of Nottingham | 3:1 (20:25, 25:20, 25:16, 25:18)        | IBB Polonia London       | David Ross Sports Village                   |
| 2.02.2025 | 13:45          | Newcastle Knights        | 3:1 (30:28, 17:25, 25:18, 25:18)        | Richmond Docklands       | Newcastle University Sport & Fitness Centre |
| 2.02.2025 | 14:45          | Durham Palatinates       | 0:3 (14:25, 17:25, 25:27)               | Malory Eagles UEL        | Graham Sports Centre                        |
| 2.02.2025 | 16:00          | IBB Polonia London       | 0:3 (22:25, 23:25, 15:25)               | London Giants            | Northolt High School                        |
| TYDZIEŃ 15 |                |                          |                                         |                          |                                             |
| 8.02.2025 | 12:15          | Malory Eagles UEL        | 1:3 (18:25, 28:26, 26:28, 21:25)        | London Giants            | Ernest Bevin Academy                        |
| 8.02.2025 | 14:00          | Stockport                | 2:3 (24:26, 25:19, 19:25, 25:23, 13:15) | Durham Palatinates       | Life Leisure Brinnington Park               |
| 8.02.2025 | 16:00          | IBB Polonia London       | 2:3 (20:25, 25:22, 26:28, 25:19, 13:15) | University of Nottingham | Northolt High School                        |
| 9.02.2025 | 14:00          | Durham Palatinates       | 3:0 (26:24, 25:18, 25:20)               | Stockport                | Graham Sports Centre                        |
| 9.02.2025 | 14:30          | London Giants            | 3:0 (25:23, 25:16, 25:20)               | University of Nottingham | Clapham Leisure Centre                      |
| 9.02.2025 | 16:00          | IBB Polonia London       | 2:3 (30:28, 17:25, 23:25, 25:22, 15:17) | Essex Rebels             | Northolt High School                        |
| TYDZIEŃ 16 |                |                          |                                         |                          |                                             |
| 13.02.2025 | 19:45          | Newcastle Knights        | 3:0 (26:24, 25:19, 25:15)               | Durham Palatinates       | Newcastle University Sport & Fitness Centre |
| TYDZIEŃ 17 |                |                          |                                         |                          |                                             |
| 22.02.2025 | 12:30          | University of Nottingham | 0:3 (22:25, 19:25, 20:25)               | Newcastle Knights        | David Ross Sports Village                   |
| 22.02.2025 | 15:15          | Richmond Docklands       | 2:3 (25:23, 25:27, 25:22, 21:25, 11:15) | Essex Rebels             | Harrow Sports Hall                          |
| 22.02.2025 | 16:00          | IBB Polonia London       | 3:1 (28:26, 19:25, 25:19, 25:22)        | Stockport                | Northolt High School                        |
| 23.02.2025 | 13:45          | Essex Blaze              | 2:3 (21:25, 21:25, 25:20, 26:24, 10:15) | Malory Eagles UEL        | St John Payne Catholic School               |
| 23.02.2025 | 14:30          | London Giants            | 3:0 (25:7, 25:11, 25:22)                | Stockport                | Brixton Recreation Centre                   |
| TYDZIEŃ 18 |                |                          |                                         |                          |                                             |
| 1.03.2025 | 13:00          | Newcastle Knights        | 3:0 (25:17, 25:22, 25:20)               | University of Nottingham | Newcastle University Sport & Fitness Centre |
| 1.03.2025 | 14:15          | Stockport                | 3:0 (27:25, 25:21, 25:19)               | Essex Blaze              | Life Leisure Brinnington Park               |
| 1.03.2025 | 14:30          | Durham Palatinates       | 0:3 (17:25, 23:25, 18:25)               | London Giants            | Graham Sports Centre                        |
| 1.03.2025 | 15:00          | Essex Rebels             | 2:3 (25:21, 26:28, 27:25, 20:25, 12:15) | Malory Eagles UEL        | Essex Sport Arena                           |
| 2.03.2025 | 14:45          | Durham Palatinates       | 3:1 (20:25, 25:19, 25:21, 28:26)        | IBB Polonia London       | Graham Sports Centre                        |
| 2.03.2025 | 15:15          | Richmond Docklands       | 0:3 (17:25, 17:25, 16:25)               | Malory Eagles UEL        | Harrow Sports Hall                          |
| TYDZIEŃ 19 |                |                          |                                         |                          |                                             |
| 8.03.2025 | 13:30          | Essex Blaze              | 2:3 (25:21, 20:25, 25:23, 23:25, 15:17) | Stockport                | St John Payne Catholic School               |
| 8.03.2025 | 15:15          | Richmond Docklands       | 3:1 (25:18, 28:30, 25:18, 25:21)        | University of Nottingham | Harrow Sports Hall                          |
| 8.03.2025 | 16:00          | IBB Polonia London       | 3:2 (22:25, 19:25, 25:21, 27:25, 15:10) | Newcastle Knights        | Northolt High School                        |
| 9.03.2025 | 11:45          | Malory Eagles UEL        | 2:3 (25:21, 24:26, 23:25, 25:14, 11:15) | University of Nottingham | ACS Cobham                                  |
| 9.03.2025 | 13:30          | London Giants            | 3:0 (25:13, 25:23, 25:21)               | Newcastle Knights        | Clapham Leisure Centre                      |
| 9.03.2025 | 15:00          | Essex Rebels             | 3:1 (25:18, 22:25, 25:21, 25:19)        | Stockport                | Essex Sport Centre                          |
| TYDZIEŃ 20 |                |                          |                                         |                          |                                             |
| 11.03.2025 | 19:30          | Essex Blaze              | 0:3 (16:25, 23:25, 21:25)               | Essex Rebels             | Essex Sport Arena                           |
| 15.03.2025 | 14:15          | Stockport                | 0:3 (20:25, 28:30, 21:25)               | Malory Eagles UEL        | Life Leisure Brinnington Park               |
| 15.03.2025 | 14:30          | Essex Blaze              | 3:1 (25:23, 25:20, 17:25, 25:22)        | Newcastle Knights        | St John Payne Catholic School               |
| 15.03.2025 | 14:45          | Durham Palatinates       | 3:2 (25:23, 25:12, 24:26, 17:25, 15:6)  | Richmond Docklands       | Graham Sports Centre                        |
| 15.03.2025 | 15:30          | University of Nottingham | 3:1 (25:23, 25:18, 22:25, 25:21)        | Essex Rebels             | David Ross Sports Village                   |
| 16.03.2025 | 13:30          | Essex Blaze              | 3:2 (24:26, 25:21, 18:25, 25:22, 15:13) | IBB Polonia London       | St John Payne Catholic School               |
| Godziny do 27 października 2024 roku podane są według strefy czasowej UTC+1, a od 27 października 2024 roku według strefy czasowej UTC±0. Źródło: |                |                          |                                         |                          |                                             |

### Tabela
| Lp.                                                   | Drużyna                  | Pkt | Mecze | Mecze | Mecze | Rodzaj wyniku | Rodzaj wyniku | Rodzaj wyniku | Rodzaj wyniku | Rodzaj wyniku | Rodzaj wyniku | Sety | Sety | Sety  | Małe punkty | Małe punkty | Małe punkty |
| Lp.                                                   | Drużyna                  | Pkt | M     | W     | P     | 3:0           | 3:1           | 3:2           | 2:3           | 1:3           | 0:3           | wyg. | prz. | stos. | zdob.       | str.        | stos.       |
| ----------------------------------------------------- | ------------------------ | --- | ----- | ----- | ----- | ------------- | ------------- | ------------- | ------------- | ------------- | ------------- | ---- | ---- | ----- | ----------- | ----------- | ----------- |
| 1                                                     | Essex Rebels             | 44  | 18    | 15    | 3     | 6             | 6             | 3             | 2             | 1             | 0             | 50   | 21   | 2.381 | 1674        | 1494        | 1.12        |
| 2                                                     | Malory Eagles UEL        | 42  | 18    | 14    | 4     | 7             | 4             | 3             | 3             | 1             | 0             | 49   | 22   | 2.227 | 1662        | 1437        | 1.157       |
| 3                                                     | London Giants            | 33  | 18    | 11    | 7     | 9             | 2             | 0             | 0             | 4             | 3             | 37   | 23   | 1.609 | 1389        | 1296        | 1.072       |
| 4                                                     | Newcastle Knights        | 30  | 18    | 10    | 8     | 5             | 3             | 2             | 2             | 3             | 3             | 37   | 31   | 1.194 | 1523        | 1489        | 1.023       |
| 5                                                     | University of Nottingham | 27  | 18    | 10    | 8     | 1             | 4             | 5             | 2             | 2             | 4             | 36   | 38   | 0.947 | 1595        | 1590        | 1.003       |
| 6                                                     | Durham Palatinates       | 26  | 18    | 9     | 9     | 3             | 3             | 3             | 2             | 1             | 6             | 32   | 36   | 0.889 | 1481        | 1504        | 0.985       |
| 7                                                     | Richmond Docklands       | 20  | 18    | 6     | 12    | 0             | 5             | 1             | 3             | 3             | 6             | 27   | 43   | 0.628 | 1496        | 1606        | 0.932       |
| 8                                                     | Essex Blaze              | 18  | 18    | 6     | 12    | 2             | 1             | 3             | 3             | 6             | 3             | 30   | 43   | 0.698 | 1550        | 1675        | 0.925       |
| 9                                                     | IBB Polonia London       | 16  | 18    | 5     | 13    | 0             | 3             | 2             | 3             | 5             | 5             | 26   | 46   | 0.565 | 1548        | 1649        | 0.939       |
| 10                                                    | Stockport                | 14  | 18    | 4     | 14    | 2             | 1             | 1             | 3             | 6             | 5             | 24   | 45   | 0.533 | 1444        | 1622        | 0.89        |
| Legenda: turniej finałowy baraże spadek do Division 1 |                          |     |       |       |       |               |               |               |               |               |               |      |      |       |             |             |             |

Źródło: 
Punktacja: 3:0 i 3:1 – 3 pkt; 3:2 – 2 pkt; 2:3 – 1 pkt; 1:3 i 0:3 – 0 pkt
Zasady ustalania kolejności: zob. sekcję powyżej

## Turniej finałowy
Miejsce: Crystal Palace National Sports Centre, Londyn
Godziny podane są według strefy czasowej UTC+1.

### Drabinka
|  |           |                   |           |                   |   |       |              |       |
|  | Półfinały | Półfinały         | Półfinały |                   |   | Finał | Finał        | Finał |
|  | Półfinały | Półfinały         | Półfinały |                   |   | Finał | Finał        | Finał |
|  |           |                   |           |                   |   |       |              |       |
|  |           |                   |           |                   |   |       |              |       |
|  | 1         | Essex Rebels      | 3         |                   |   |       |              |       |
|  | 1         | Essex Rebels      | 3         |                   |   |       |              |       |
|  | 4         | Newcastle Knights | 2         |                   |   |       |              |       |
|  | 4         | Newcastle Knights | 2         |                   |   | 1     | Essex Rebels | 2     |
|  |           |                   |           |                   |   | 1     | Essex Rebels | 2     |
|  |           |                   | 3         | London Giants     | 3 |       |              |       |
|  | 2         | Malory Eagles UEL | 3         | London Giants     | 3 | 2     |              |       |
|  | 2         | Malory Eagles UEL |           |                   |   |       |              |       |
|  | 3         | London Giants     | 3         |                   |   |       |              |       |
|  | 3         | London Giants     | 3         | Mecz o 3. miejsce |   |       |              |       |
|  |           |                   |           |                   |   |       |              |       |
|  |           |                   |           |                   |   |       |              |       |
|  |           |                   |           |                   |   |       |              |       |
|  | 2         | Malory Eagles UEL | 3         |                   |   |       |              |       |
|  | 2         | Malory Eagles UEL | 3         |                   |   |       |              |       |
|  | 4         | Newcastle Knights | 0         |                   |   |       |              |       |
|  | 4         | Newcastle Knights | 0         |                   |   |       |              |       |

### Półfinały
| Data      | Godz. | Gospodarz         | Rezultat                                | Gość              | *      |
| --------- | ----- | ----------------- | --------------------------------------- | ----------------- | ------ |
| 5.04.2025 | 16:00 | Essex Rebels      | 3:2 (23:25, 25:22, 25:18, 20:25, 16:14) | Newcastle Knights | [ 26 ] |
| 5.04.2025 | 18:30 | Malory Eagles UEL | 2:3 (17:25, 25:16, 25:22, 22:25, 13:15) | London Giants     | [ 26 ] |

### Mecz o 3. miejsce
| Data      | Godz. | Gospodarz         | Rezultat                  | Gość              | *     |
| --------- | ----- | ----------------- | ------------------------- | ----------------- | ----- |
| 6.04.2025 | 12:00 | Malory Eagles UEL | 3:0 (25:21, 26:24, 25:22) | Newcastle Knights | [ 3 ] |

### Finał
| Data      | Godz. | Gospodarz    | Rezultat                                | Gość          | *     |
| --------- | ----- | ------------ | --------------------------------------- | ------------- | ----- |
| 6.04.2025 | 17:00 | Essex Rebels | 2:3 (13:25, 14:25, 25:16, 28:26, 13:15) | London Giants | [ 3 ] |

## Klasyfikacja końcowa
| Poz. | Drużyna                  | Uwagi                              |
| 1.   | London Giants            | prawo udziału w el. Ligi Mistrzów  |
| 2.   | Essex Rebels             | prawo udziału w Pucharze Challenge |
| 3.   | Malory Eagles UEL        |                                    |
| 4.   | Newcastle Knights        |                                    |
| 5.   | University of Nottingham |                                    |
| 6.   | Durham Palatinates       |                                    |
| 7.   | Richmond Docklands       | baraże                             |
| 8.   | Essex Blaze              | spadek do Division 1               |
| 9.   | IBB Polonia London       | spadek do Division 1               |
| 10.  | Stockport                | spadek do Division 1               |

## Baraże
| Data                                              | Godz. | Gospodarz          | Rezultat                         | Gość          | Hala sportowa                         | *      |
| ------------------------------------------------- | ----- | ------------------ | -------------------------------- | ------------- | ------------------------------------- | ------ |
| 12.04.2025                                        | 13:30 | Richmond Docklands | 3:1 (26:28, 26:24, 26:24, 25:22) | Black Country | University of Cambridge Sports Centre | [ 27 ] |
| Godzina podana jest według strefy czasowej UTC+1. |       |                    |                                  |               |                                       |        |

## Drużyna i zawodnicy miesiąca
W Super League w sezonie 2024/2025 co miesiąc wybierano drużynę miesiąca (Super League Teams of the Month), a spośród jej zawodników – gracza miesiąca (Errea Men’s Player of the Month). Sponsorem nagrody dla gracza miesiąca było przedsiębiorstwo Erreà.
W składzie kapituły wybierającej gracza miesiąca byli: Simon Loftus – trener reprezentacji Anglii, Alex Smith – były asystent trenera reprezentacji Anglii juniorek oraz John Forman – Strategiczny Menedżer ds. Talentów w Volleyball England i były trener na wszystkich trzech poziomach mistrzostw NCAA.

### Drużyny miesiąca
| Drużyna października |                |                    |
| Pozycja              | Zawodnik       | Klub               |
| Rozgrywający         | Jared Uhlir    | London Giants      |
| Atakujący            | Euan Fraser    | Essex Rebels       |
| Przyjmujący          | James Ledbury  | Newcastle Knights  |
| Przyjmujący          | Dorian Poinc   | Essex Blaze        |
| Środkowi             | Daven Pascal   | Essex Rebels       |
| Środkowi             | Noah Lassandro | London Giants      |
| Libero               | Ivo Dobra      | Richmond Docklands |
| Źródło:              |                |                    |

| Drużyna listopada |                  |                    |
| Pozycja           | Zawodnik         | Klub               |
| Rozgrywający      | Cam Kern         | Essex Rebels       |
| Atakujący         | Alexei Walisser  | Durham Palatinates |
| Przyjmujący       | Jacob Kern       | Essex Rebels       |
| Przyjmujący       | Matthew Milne    | Newcastle Knights  |
| Środkowi          | Thomas Jefferson | Essex Rebels       |
| Środkowi          | Noah Lassandro   | London Giants      |
| Libero            | Jack McKelvey    | Newcastle Knights  |
| Źródło:           |                  |                    |

| Drużyna grudnia |                   |                          |
| Pozycja         | Zawodnik          | Klub                     |
| Rozgrywający    | Joel Martinez     | Malory Eagles UEL        |
| Atakujący       | Nathan Fullerton  | Malory Eagles UEL        |
| Przyjmujący     | Oliver Tuck       | Newcastle Knights        |
| Przyjmujący     | Griffin Walters   | University of Nottingham |
| Środkowi        | Daven Pascal      | Essex Rebels             |
| Środkowi        | Max Norton-Steele | Essex Blaze              |
| Libero          | Rémi Cadoret      | Malory Eagles UEL        |
| Źródło:         |                   |                          |

| Drużyna stycznia |                  |                          |
| Pozycja          | Zawodnik         | Klub                     |
| Rozgrywający     | Cam Kern         | Essex Rebels             |
| Atakujący        | Nathan Fullerton | Malory Eagles UEL        |
| Przyjmujący      | Jacob Kern       | Essex Rebels             |
| Przyjmujący      | Griffin Walters  | University of Nottingham |
| Środkowi         | Daven Pascal     | Essex Rebels             |
| Środkowi         | Noah Lassandro   | London Giants            |
| Libero           | Oliver Quick     | University of Nottingham |
| Źródło:          |                  |                          |

| Drużyna lutego |                   |                          |
| Pozycja        | Zawodnik          | Klub                     |
| Rozgrywający   | Cam Kern          | Essex Rebels             |
| Atakujący      | Joelson Santy     | University of Nottingham |
| Przyjmujący    | Thomas Shatimehin | Essex Rebels             |
| Przyjmujący    | Kirył Krasnieuski | London Giants            |
| Środkowi       | Daven Pascal      | Essex Rebels             |
| Środkowi       | Thomas Jefferson  | Essex Rebels             |
| Libero         | Lefteris Joanu    | Essex Rebels             |
| Źródło:        |                   |                          |

### Zawodnicy miesiąca
| Miesiąc     | Zawodnik         | Klub              | *      |
| ----------- | ---------------- | ----------------- | ------ |
| październik | Euan Fraser      | Essex Rebels      | [ 33 ] |
| listopad    | Matthew Milne    | Newcastle Knights | [ 34 ] |
| grudzień    | Nathan Fullerton | Malory Eagles UEL | [ 35 ] |
| styczeń     | Jacob Kern       | Essex Rebels      | [ 36 ] |
| luty        | Cam Kern         | Essex Rebels      | [ 37 ] |

## Drużyna sezonu
| Nagroda                | Zawodnik         | Klub                     |
| ---------------------- | ---------------- | ------------------------ |
| Zawodnik sezonu        | Nathan Fullerton | Malory Eagles UEL        |
| Najlepszy rozgrywający | Cam Kern         | Essex Rebels             |
| Najlepszy atakujący    | Nathan Fullerton | Malory Eagles UEL        |
| Najlepsi przyjmujący   | Griffin Walters  | University of Nottingham |
| Najlepsi przyjmujący   | Jacob Kern       | Essex Rebels             |
| Najlepsi środkowi      | Daven Pascal     | Essex Rebels             |
| Najlepsi środkowi      | Sam Peters       | University of Nottingham |
| Najlepszy libero       | Oliver Quick     | University of Nottingham |
| Źródło:                |                  |                          |